# Малюнки Ієроніма Босха
Малюнки Босха — маловідома широкому загалу сторінка творчості відомого нідерландського художника Ієроніма Босха (1450–1516).
| Картина | Назва                                                        | Розміри       | Місцезнаходження                                                       |
| ------- | ------------------------------------------------------------ | ------------- | ---------------------------------------------------------------------- |
|         | Дві морські тварини або страховиська                         | 86 х 182 мм   | Державні музеї, Берлін                                                 |
|         | Штудія фантазійних монстрів, зворотний бік першого малюнка   | 86 х 182 мм   | Державні музеї, Берлін                                                 |
|         | Відьма, діти з птахами та покарання грішника побиттям лютнею | 192 х 270 мм  | Альбертіна, Відень                                                     |
|         | Каліки перехожі                                              | 285 х 205 мм  | Альбертіна, Відень (малюнок приписують також Пітеру Брейгелю старшому) |
|         | Дві ткалі (Стара назва «Дві відьми»)                         | 125 х 85 мм   | Музей Бойманс ван Бенінген, Роттердам                                  |
|         | Шлях га Голгофу або Несення хреста                           | 236 х 198 мм  | Музей Бойманс ван Бенінген, Роттердам                                  |
|         | Гумористична сценка з кухарями                               | 174 × 207 мм  | Британський музей, Лондон                                              |
|         | Натовп з десяти чоловіків                                    | 124 х 126 мм  | Бібліотека Моргана, Нью-йорк                                           |
|         | Богородиця та Іван Хреститель в сцені Розп'яття              | 302 х 172 мм  | Кабінет гравюр, Дрезден                                                |
|         | Совине гніздо                                                | 140 х 196 мм  | Музей Бойманс ван Бенінген, Роттердам                                  |
|         | Пекельні потвори                                             | 163 х 176 мм  | Державні музеї, Берлін                                                 |
|         | Потвори                                                      | 318 х 210 мм  | Ашмолеан музей, Оксфорд, Велика Британія                               |
|         | Фантазійні монстри, зворотний бік малюнка з потворами        | 318 х 210 мм  | Ашмолеан музей, Оксфорд, Велика Британія                               |
|         | Спокуси святого Антонія                                      | 257 х 175 мм  | Державні музеї, Берлін                                                 |
|         | Покладання Христа у гріб                                     | 250 х 350 мм  | Британський музей, Лондон (можливо, послідовник Босха)                 |
|         | Сутність того, що всюди бачить і всюди чує                   | 202 х 127 мм  |                                                                        |
|         | Човен дурнів                                                 | 256 х 16.6 мм | Лувр, Париж (послідовник Босха або стара копія його композиції)        |
|         | Потворна людина-дерево з ногами на човнах                    | 277 х 211 мм  | Альбертіна, Відень                                                     |
|         | Карикатурна замальовка двох осіб                             | 133 х 100 мм  | Зібрання Лемана, Нью-Йорк                                              |
|         | Дві фантастичні потвори                                      | 164 х 116 мм  | Державні музеї, Берлін                                                 |
|         | Зворотний бік малюнка з двома фантастичними потворами        | 164 х 116 мм  | Державні музеї, Берлін                                                 |
|         | Ворожки або божевільні                                       | 203 х 264 мм  | Лувр, Париж                                                            |